# الیزابت بریسفرد
الیزابت بریسفِـرد (انگلیسی: Elisabeth Beresford؛ ‏ ‎/ˈbɛrɪsfərd/‎) مؤلف و نویسنده کتاب کودکان اهل انگلستان بود.
الیزابت بریسفرد در خانواده‌ای فرهنگی زاده شد و پدرش نویسنده و رمان‌نویس موفقی بود و به‌عنوان منتقد کتاب فعالیت داشت. والدین او ارتباط نزدیکی با اچ.جی. ولز، جورج برنارد شاو، جان گالزورثی، سامرست موآم و دی. اچ. لارنس داشتند.
وی مدتی به‌عنوان روزنامه‌نگار، خبرنگار رادیویی بی‌بی‌سی و زمانی هم به عنوان سایه‌نویس فعالیت داشت و تخصصش در نوشتن خطابه و سخنرانی بود.
او با نام هنری لایزا بریسفرد فعالیت می‌کرد و امروزه شهرتش به واسطهٔ خلق شخصیت‌های عروسکی وامبل‌ها بود.